# Sumer-Passage
Die Sumer-Passage (bulgarisch проток Сумер protok Sumer) ist eine 970 m breite Meerenge im Palmer-Archipel vor der Westküste der Antarktischen Halbinsel. Sie liegt zwischen Davis Island im Norden und der Albena-Halbinsel der Brabant-Insel im Süden und verbindet die Bouquet Bay mit der Gerlache-Straße.
Britische Wissenschaftler kartierten sie 1978. Die bulgarische Kommission für Antarktische Geographische Namen benannte sie 2013 nach der Ortschaft Sumer im Nordwesten Bulgariens.